# Municipio de Big Springs
El municipio de Big Springs (en inglés: Big Springs Township) es un municipio ubicado en el condado de Union en el estado estadounidense de Dakota del Sur. En el año 2010 tenía una población de 275 habitantes y una densidad poblacional de 2,9 personas por km².

## Geografía
El municipio de Big Springs se encuentra ubicado en las coordenadas 42°57′30″N 96°37′45″O / 42.95833, -96.62917. Según la Oficina del Censo de los Estados Unidos, el municipio tiene una superficie total de 94.94 km², de la cual 94,86 km² corresponden a tierra firme y (0,09 %) 0,08 km² es agua.

## Demografía
Según el censo de 2010, había 275 personas residiendo en el municipio de Big Springs. La densidad de población era de 2,9 hab./km². De los 275 habitantes, el municipio de Big Springs estaba compuesto por el 97,45 % blancos, el 1,45 % eran amerindios y el 1,09 % eran de una mezcla de razas. Del total de la población el 0,73 % eran hispanos o latinos de cualquier raza.